# Едуард Мор
Едуард Мор (нім. Eduard Mohr, 29 червня 1902 — 20 вересня 1984) — німецький яхтсмен.
Бронзовий призер Олімпійських Ігор 1936 року в класі 8 метрів.